# Al Ittihad Sports & Cultural Club
Pour les articles homonymes, voir Al Ittihad.
Maillots
Le Al Ittihad Sports & Cultural Club (en arabe : نادي الإتحاد الرياضي ثقافي), plus couramment abrégé en Al Ittihad, est un club yéménite de football fondé en 1967 et basé à Ibb.

## Palmarès
| Compétitions nationales                    |
| ------------------------------------------ |
| - Coupe du Yémen (1) : - Vainqueur : 1998. |